# Kukue
Kukue is een bestuurslaag in het regentschap Bireuen van de provincie Atjeh, Indonesië. Kukue telt 451 inwoners (volkstelling 2010).